# Vroegmisheer

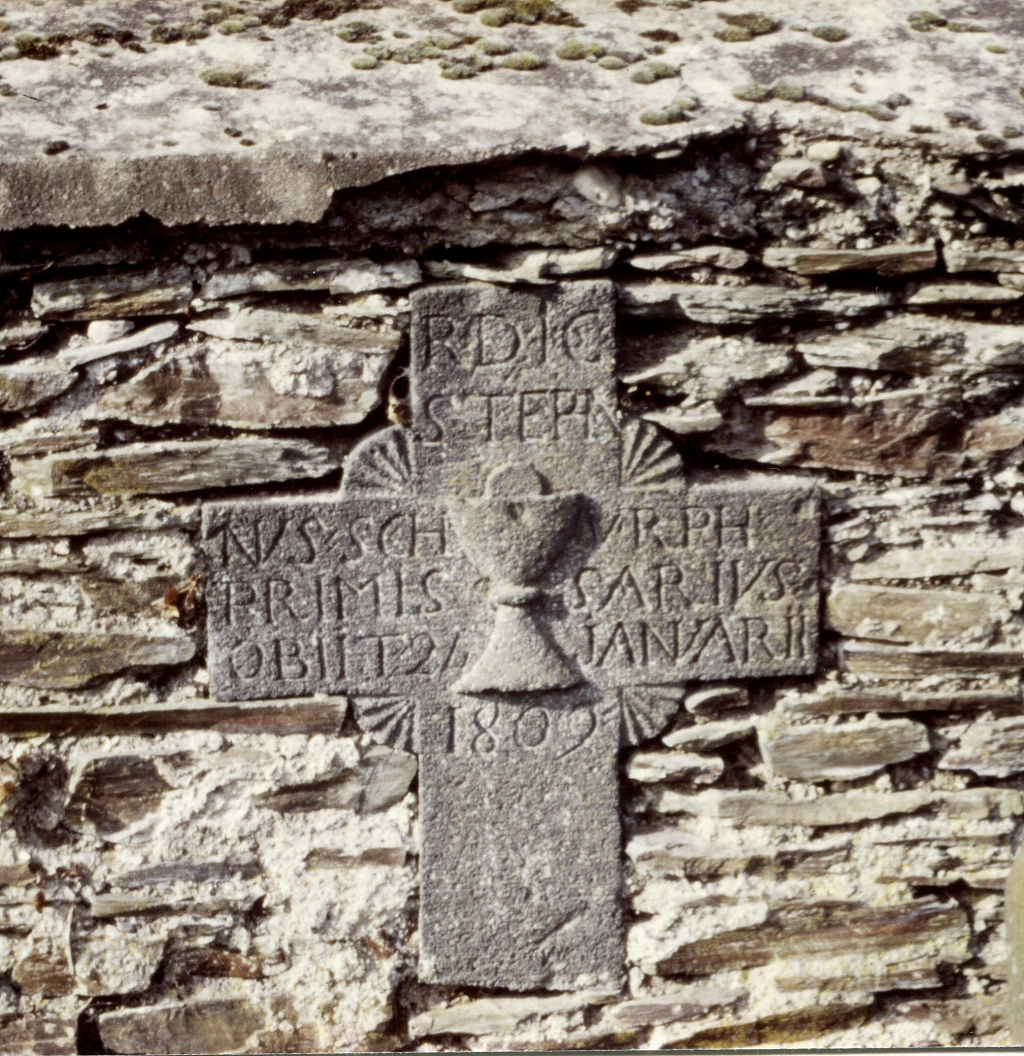
Grafsteen van de in 1809 overleden vroegmisheer Stephan Schurph in Lösnich, Duitsland.

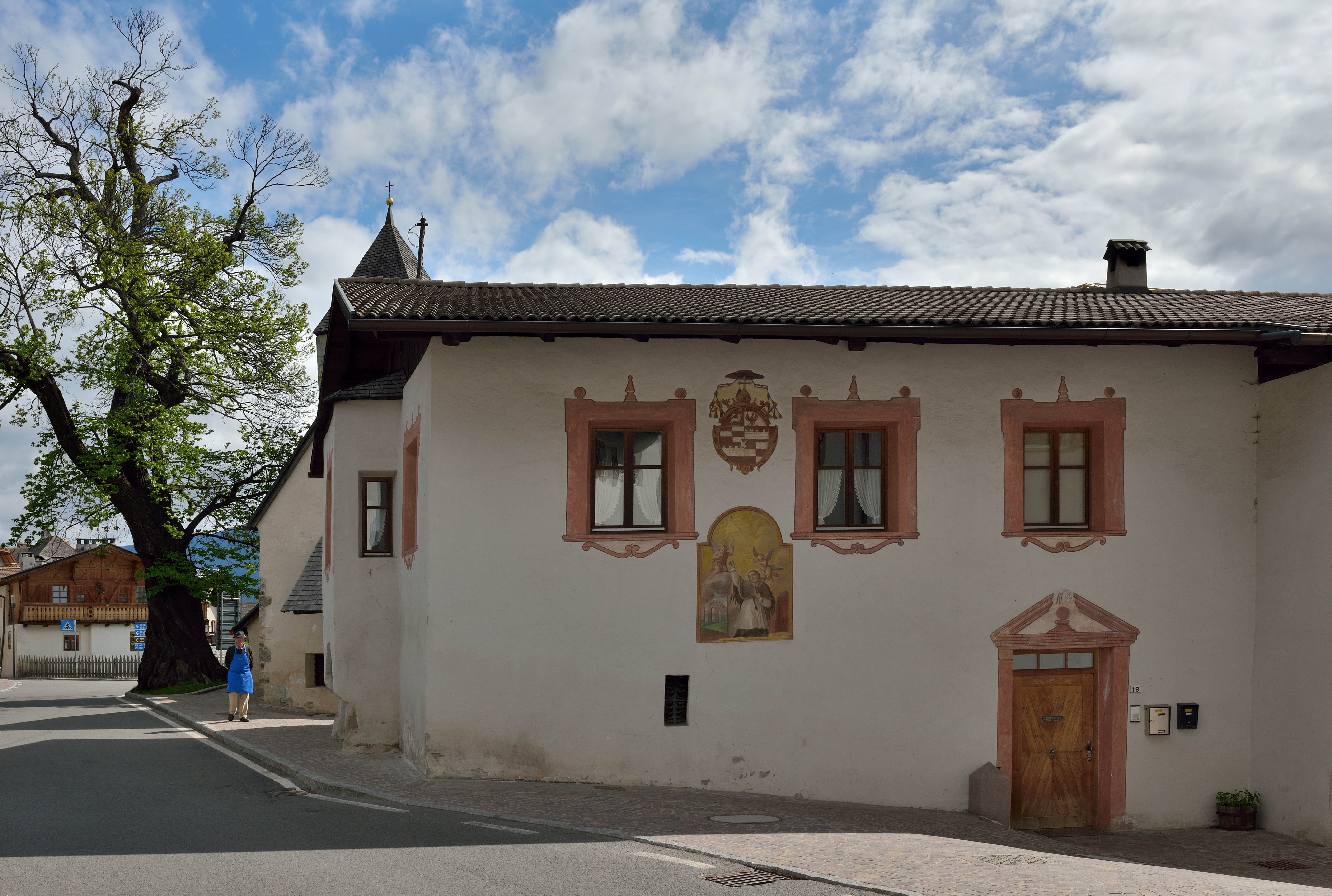
Woonhuis van de vroegmisheer in Feldthurns, Zuid-Tirol

Een vroegmisheer (Latijns: primissarius), ook wel vroegmislezer genoemd, was een priester binnen de Katholieke Kerk die dikwijls geen vaste aanstelling had als pastoor of parochievicaris, maar wel missen verzorgde binnen een parochie.
Geestelijken werden per gelezen mis betaald. Om misstanden tegen te gaan mochten zij slechts één mis per dag lezen. Op zondagen werden echter regelmatig meerdere missen gelezen. Omdat de pastoor van een parochie slechts één mis mocht lezen, kon hij deze tweede mis niet zelf uitvoeren, en dit werd dan ook gedaan door een andere priester die ondersteuning bood. Deze laatste priester kon als parochievicaris aangesteld zijn, of als vroegmisheer speciaal voor deze mis naar de parochie afreizen.
De extra mis betrof regelmatig de vroegmis op zondagen en feestdagen, waarbij de pastoor de hoogmis verzorgde, op een later tijdstip. De naam vroegmisheer en vroegmislezer is hiervan afgeleid. De Latijnse naam primissarius komt van "prima missa", wat "eerste mis" betekent.
Sommige vroegmisheren wisten een eigen beneficie te verwerven door de mis te lezen voor een specifiek altaar of  kapel. Zo lazen de vroegmisheren van de Sint-Remigiusparochie in Simpelveld de mis in de kapel van Bocholtz.